# 捧敏夫
捧 敏夫（ささげ としお、1945年9月15日 - 2006年3月7日）は、大阪府岸和田市出身の釣り師、ローカルタレント。

## 経歴など
- 北海道に移住する前は、サラリーマン生活を送りながら全国を釣り行脚していた。
- 1975年に北海道へ移住し、札幌・ススキノで本職である居酒屋のマスターを務める傍ら、北海道内で釣りの一種であるキャスティング（投げ釣り）の普及に尽力した。
- 1996年5月からは札幌テレビ放送（STV）で毎週日曜日夕方に放送された『釣〜りんぐ北海道』に出演（番組内では「ささげ敏夫」と表記）した。トレードマークの白ひげと関西弁の親しみやすいキャラクターで「名人」と呼ばれた。日曜日夕方の放送にもかかわらず高い視聴率を記録した。また本職を生かしての料理コーナーもあった。放送回数も400回を超え、2006年4月には番組10周年を記念したDVDが発売された。さらに2006年1月には、道新スポーツが発行する釣り専門紙「週刊釣り新聞ほっかいどう」の「第5回釣り大賞」を受賞した。
- 2005年、病気療養のため一時番組出演を中止していたものの、一旦復帰した。しかし、入退院を繰り返すようになり、番組DVD発売直前の2006年3月7日午後2時6分（JST）、食道がんのため入院先の札幌市内の病院で死去した。享年62。2006年3月8日深夜（3月9日未明）にはSTVで緊急追悼番組が放送された。
- 捧の死去により『釣〜りんぐ北海道』は2006年3月19日に放送された1時間拡大版スペシャル番組をもって一旦打ち切り、約10年の歴史に幕を閉じた。番組が捧の番組だったということが打ち切りの大きな理由だが、同年5月14日から放送を再開した。しかし、諸般の事情により2008年3月30日放送分をもって終了することになった。CS放送の「釣りビジョン」でもこの番組の放送が行われていて、こちらも一旦は終了したが、STVが放送を再開したことにともなって放送が復活した。

## 関連人物
- 工藤準基（札幌テレビアナウンサー、『釣〜りんぐ北海道』で共演していた）
- 三好りさ（STV契約アナ・レポーター。『釣〜りんぐ』で共演、ささげを師と仰ぎ慕っていた）